# Хайнрих фон Хамбург
Хайнрих фон Хамбург (на немски: Heinrich von Hamburg; * 1035, † 31 октомври сл. 1093) е граф на Хамбург и управлява графствата на Билунгите в Нордалбингия.

## Биография
Вероятно е извънбрачен син на манастирската дама Риквур от Лезум и внук на граф Лютгер Билунг († 1011) и Емма († 1038), дъщеря на Адела от Хамаланд. Майка му наследява през 973 г. половината от наследството на дядо си Херман Билунг. Братовчед е на саксонския хецог Ордулф († 1072), който след 1059 г. дава на Хайнрих господарството на Билунгите северно от Елба. Той избира за своя резиденция новия замък в Хамбург.
Хайнрих участва в походите през 1066, 1069 и 1072 г. През 1073/1074 г. е командир на войска през саксонската война. Той се бие против Хайнрих IV и против абодритите (ободритите). Хайнрих е приятел с Хайнрих от стар-Любек (на когото е кръстник) и с баща му княз Готшалк. Братовчед е на хецог Магнус от Саксония.

## Фамилия
Хайнрих се жени за Маргарета фон Льовен. Те са погребани 1094 и 1099 г. в катедралата Св. Мария в Хамбург. Имат един син:
- Готфрид († 2 ноември 1110), граф на Хамбург